# Вики-вики (шаттл)

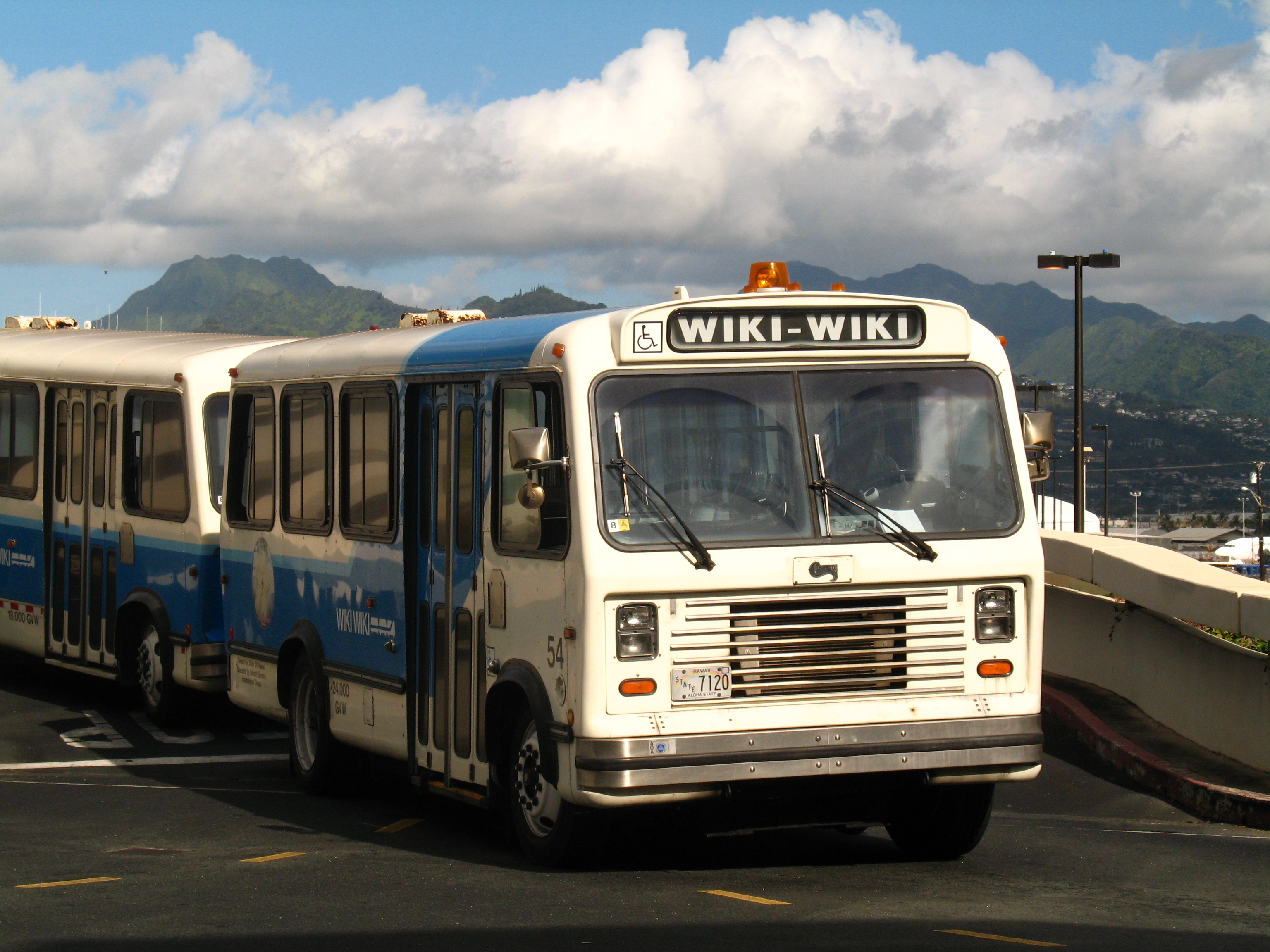
Шаттл «Вики-вики» в 2007 году

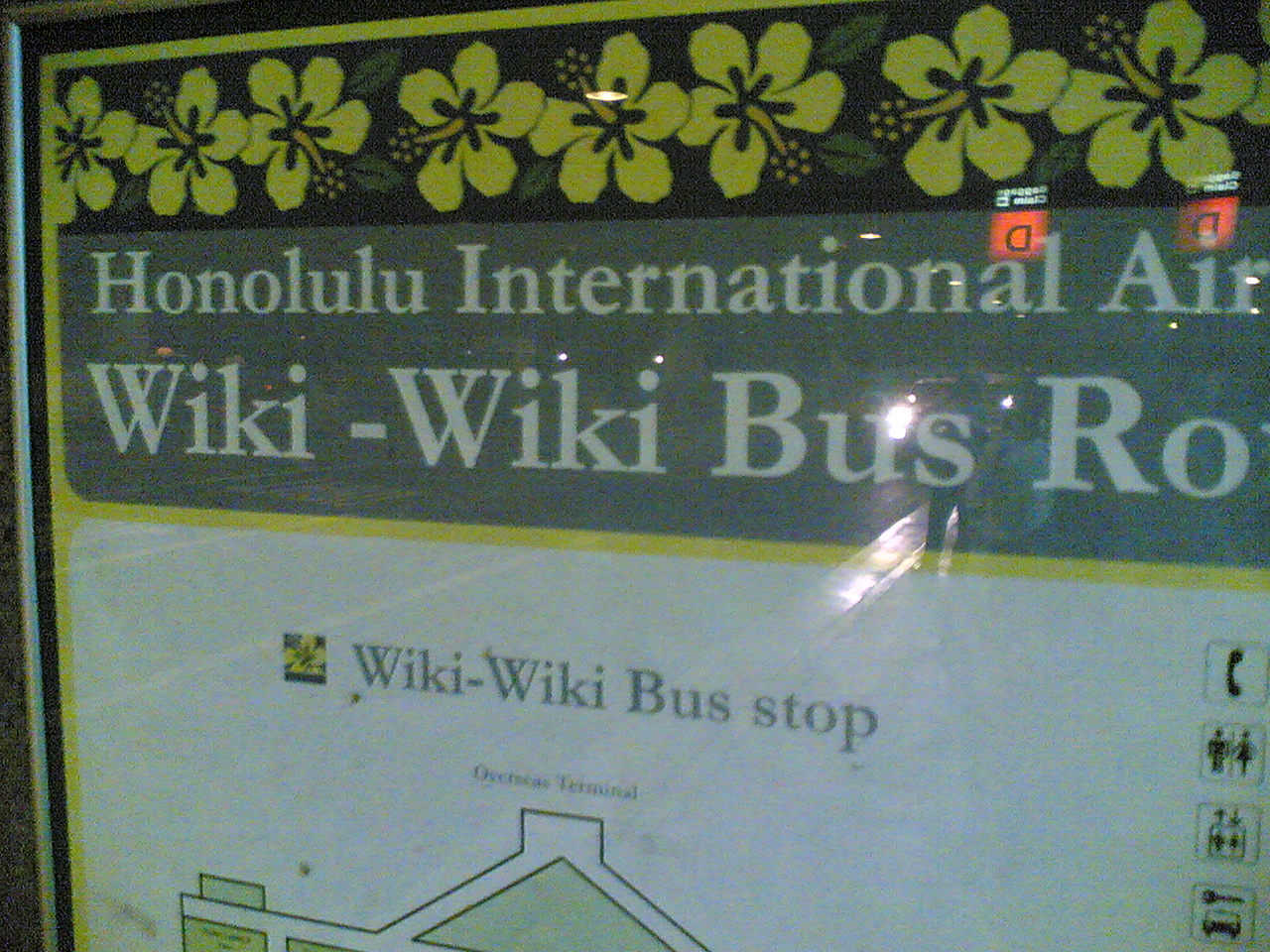
Остановка шаттла «Вики-вики» в аэропорту Гонолулу, 2006 год

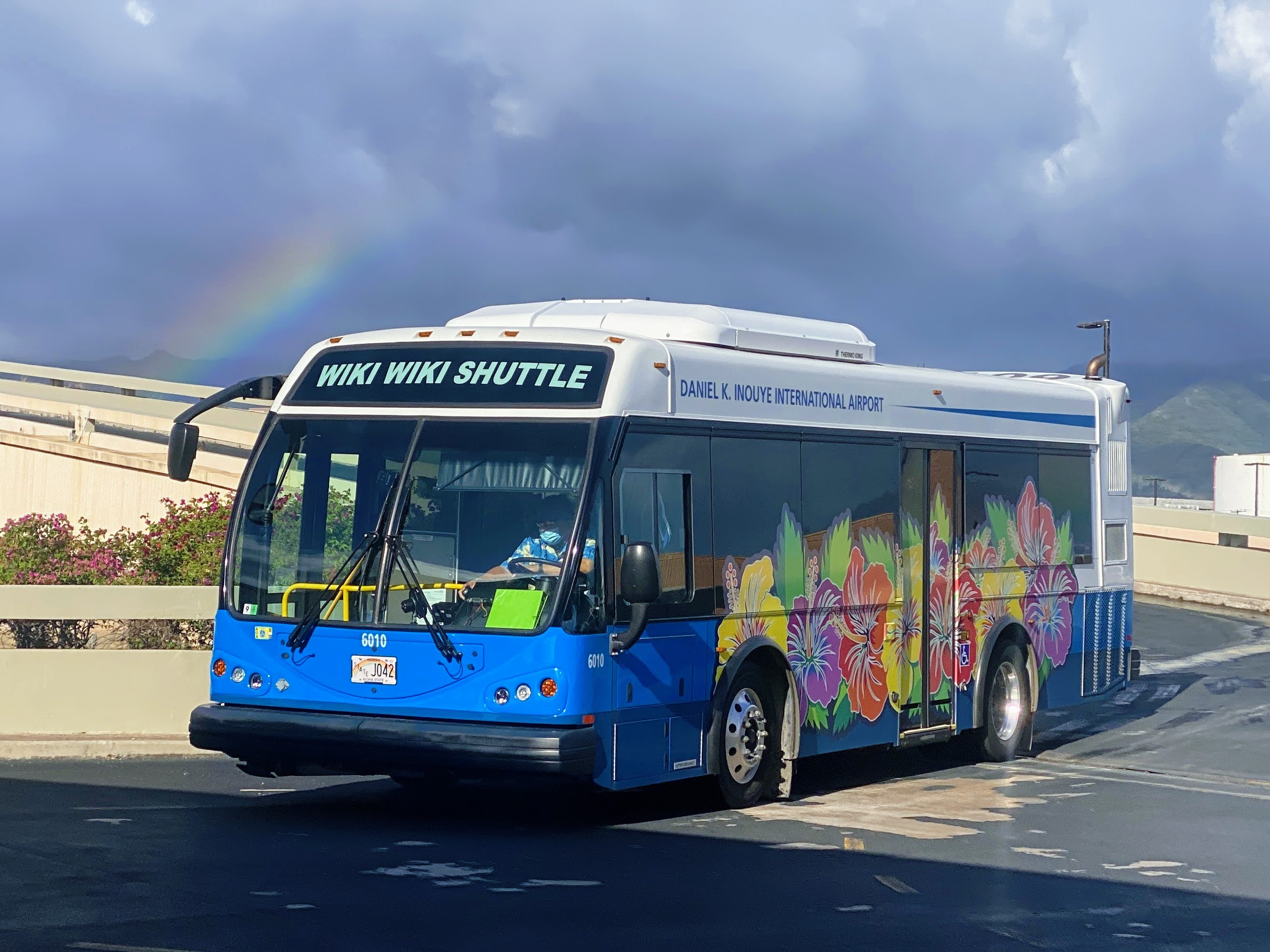
Шаттл «Вики-вики» в 2022 году

Шаттл «Вики-вики» (англ. Wiki Wiki Shuttle) — перронный автобус международного аэропорта Гонолулу, обслуживающий перевозки пассажиров и багажа между терминалами, время работы — с 6 до 22 часов местного времени.
На гавайском языке слово «вики» означает «быстрый», а «вики-вики» — «очень быстро». Название шаттла вдохновило американского программиста Уорда Каннингема назвать свой новый веб-сайт «WikiWikiWeb». Технология разработки этого сайта содержала возможность изменения содержания посетителями сайта, и этот класс технологий получил название «вики», а в число продуктов, использующих эти технологии, входит и движок, на котором написана Википедия.
Аэропорт Гонолулу использует шаттлы «Вики-вики» с 1984 года, когда они были введены в качестве «временной меры». Администрация аэропорта планирует отказаться от их дальнейшей эксплуатации, поскольку используемый парк автобусов морально и физически устарел и, кроме того, эти автобусы создают чрезмерную нагрузку для здания аэропорта.
В ноябре 2004 года местные СМИ сообщили, что шаттлы «Вики-вики» будут заменены кондиционируемым пешеходным переходом, в октябре 2005 года этот переход с движущимся тротуаром впервые был опробован в действии.
Компанией-оператором шаттлов «Вики-вики» первоначально была Aircraft Services International Group. В апреле 2009 года аэропорт Гонолулу заключил контракт на обслуживание автобусами-шаттлами с компанией Roberts Hawaii, и вывески на этих автобусах были заменены на «HNL shuttle».
В 2013 году в аэропорту Гонолулу по-прежнему использовались автобусы-шаттлы, но они обслуживали только международный терминал благодаря вводу в эксплуатацию движущегося тротуара в конце 2010 года.
В 2013 году на линию шаттлов были выведены новые автобусы с прежней маркировкой «Wiki Wiki».